# Bill Walsh College Football 95
Bill Walsh College Football 95 est un jeu vidéo de football américain sorti en 1994 sur Mega Drive. Le jeu a été développé par High Score Productions et édité par EA Sports.